# Agelaia cornelliana
Agelaia cornelliana är en getingart som först beskrevs av Richards 1943.  Agelaia cornelliana ingår i släktet Agelaia och familjen getingar. Utöver nominatformen finns också underarten A. c. subterranea.